# Romanu
Romanu là một xã thuộc hạt Brăila, România. Dân số thời điểm năm 2002 là 1942 người.